# Un drame dans les airs
Un drame dans les airs est une nouvelle de jeunesse de Jules Verne, parue dans le Musée des familles sous le titre La Science en famille./ Un voyage en ballon./ (Réponse à l'énigme de juillet.) en août 1851, reprise par les  éditions Hetzel en 1874 dans le recueil Le Docteur Ox.

## Résumé
Au moment de partir pour une courte balade en ballon, un inconnu se précipite dans la nacelle du narrateur et l'oblige à lâcher du lest pour s'élever plus haut et plus loin que ce qu'il escomptait. L'intrus profite du voyage pour narrer longuement l'histoire des incidents reliés à l'épopée des plus légers que l'air, comme celle de Robert Cocking.
Ce court texte préfigure déjà le roman plus substantiel que sera Cinq semaines en ballon.

## Thèmes abordés dans le récit
- L’aérostation.
- La folie.

## Liste des personnages
- Empédocle.
- Érostrate.

## Éditions
- Pour le premier texte :
  - Musée des familles. Août 1851.
  - Marc Soriano. Portrait de l'artiste jeune. Gallimard. 1978. p. 79-99.
  - Bulletin de la Société Jules Verne 177. Août 2011. p. 53-67.
- Pour le texte paru chez Hetzel :
  - in Le Docteur Ox, recueil de nouvelles, paru en 1874.